# Fissistigma polyanthoides
Fissistigma polyanthoides là loài thực vật có hoa thuộc họ Na. Loài này được (A.DC.) Merr. mô tả khoa học đầu tiên năm 1919.